# Берестовица (река)
Берестовица или Берествица (укр. Берестовиця) — левый приток Десны, протекающий по Менскому району Черниговской области, Украины. Одна из рек, расположенных только в пойме Десны. В нижнем течении называется Титовка, на топографической карте M-36-17 именуется как озеро Титовка.

## География
Длина — 17 или 9,4 км. Площадь водосборного бассейна — 109 км². Русло реки (отметки уреза воды) в верхнем течении (южнее села Слободка) находится на высоте 113,4 м над уровнем моря.
Русло сильно извилистое, с крутыми поворотами.
Река берёт начало в урочище Красная Гора, что юго-западнее пгт Сосница (Сосницкий район). Русло пересыхает. Течёт на юго-запад. В верховье расположено Берёза с которым соединено временным водотоком. Озеро Береза соединяется временными водотоками с озером Старая Десна и притоком Десны Чепелиха. В пойме множеством стариц. Впадает в Десну восточнее пгт Макошино (Борзнянский район).
Пойма частично занята заболоченными участками с лугами, кустарниками и лесами (лесополосами). Также есть довольно широкие участки русла, которые частично зарастают водной и прибрежно-водной растительностью.
Притоки: ручей Ровчак (пр).
Населённые пункты на реке отсутствуют.